# Zlatne alge
Zlatne alge (Zlatnožute alge, lat. Chrysophyceae) su jednostanični protisti koje spadaju koljenu Ochrophyta (nekada Heterokontophyta) zajedno sa žutosmeđim algama, algama kremenjašicama i smeđim algama.  One su uglavnom ograničene na slatkovodna staništa, ali nekoliko vrsta je nastanjeno u moru. Slatkovodne vrste su osobito zastupljene u čistim, osunčanim površinskim vodama (oligotrofnim jezerima, slabo kiselim /pH<7/ do neutralnim /pH=7/).
Opisano je više od 1000 vrsta. Klasifikacija je kontroverzna. Različiti ksantofili (među nekim lutein i fukoksantin), te beta-karoten gotovo u cijelosti prekrivaju klorofile "a", "c1" ili "c2" (zlatnosmeđe do smeđe obojene alge).
Zlatnosmeđe, jednostanične alge obično imaju dva bića različite dužine (jedan s trepetljikama – mastigonema). Kao rezervni materijal taloži se hrizolaminarin (u vakuoli) i ulje (u plazmi, a ponekad i u vakuoli). Imaju sluzasta tjelešca za sluzavi ovoj. Stanična stijenka je celulozna, a često je inkrustrirana (ožbukana) kalcij-karbonatom (CaCO3) i silicij-dioksidom (neke vrste stvaraju različito oblikovane ljušture, pločice i štapiće koji, potisnuti prema van, formiraju oklop – vapnenački sedimenti). Stanice su gole ili oklopljene s malenim ljuskama. Mnogi rodovi stvaraju ciste (spore) koje imaju većinom okremenjenu staničnu stijenku (preživljavanje nepovoljnih uvjeta – zima ili sušna ljetna razdoblja).
Većina zlatnih alga ima i primitivno oko – očna pjega ili fotoreceptorni aparat (stigma). Neki od ovih autotrofnih (fotoautotrofi) organizama mogu probavljati (fagocitnim putem) sitne čestice i bakterije (pa se ponašaju kao heterotrofni organizmi).
Neke se mogu pričvrstiti i u škrgama riba (toksičko ugibanje riba).
Klasifikacija zlatnih algi izvedena je na temelju pet različitih tipova stanične građe (oblika). Ova podjela je nepotpuna. Pretežno su jednostanične (bičasti, ameboidni ili kokalni/kuglasti oblici), ali postoje i pokretne bićaste kolonije, nepokretne kolonije, te nitasti oblici.
Neki od češćih rodova s jednostaničnim pokretnim vrstama su: Chromulina, Mallomonas i Ochromonas. Lijepe razgranjene kolonije stvara Dinobryon, a kuglaste Synura i Uroglena. I u ovim kolonijalnim oblicima svaka stanica ima po dva biča.

## Redovi i broj vrsta
1. Apoikiales Boenigk & Grossmann in Grossman & al., 2016, 2
2. Chromulinales Pascher 1910, 420
3. Chrysophyceae ordo incertae sedis, 23
4. Chrysosphaerales Pascher, 19
5. Hibberdiales R.A.Andersen , 15
6. Hydrurales Pascher 1931, 8
7. Ochromonadales Pascher, 147
8. Paraphysomonadales Caval.-Sm., 1996, 114
9. Rhizochrysidales Pascher, 1
10. Segregatospumellales Boenigk & Grossmann in Grossman & al., 2016, 1
11. Synurales R.A.Andersen, 344
12. Thallochrysidales Bourrelly, 1954, 1

## Poveznice
- Zelena alga
- Algašice
- Alge kremenjašice
- Fitoplankton